# Ashby-de-la-Zouch
Ashby-de-la-Zouch (även: Ashby de la Zouch) är en stad och civil parish i grevskapet Leicestershire i England. Staden ligger i distriktet North West Leicestershire, nära gränsen till Derbyshire. Tätorten (built-up area) hade 12 370 invånare vid folkräkningen år 2011. Ashby-de-la-Zouch nämndes i Domedagsboken (Domesday Book) år 1086, och kallades då Ascebi.